# 幡谷
幡谷（日语：／ Hatagaya */?）是日本東京都澀谷區北部的地名。地名「幡谷」所指的範圍有以下兩種，本條目將一併介紹。
1. 澀谷區的現行行政地名「幡谷」。1960年（昭和35年）町名地番變更後所使用的地名，現行行政地名為幡谷一丁目至幡谷三丁目。2013年9月30日為止的人口有15,601人[2]。郵遞區號為151-0072。
2. 廣域地名「幡谷」（幡谷地域）。相當於舊幡谷村全域，包括澀谷區現行行政地名本町、幡谷、笹塚。

## 語源學
1082年（永保2年），結束後三年合戰的源義家在小笠原窪（現在本町附近）洗滌白旗（白幡），稱為「旗洗池」，後演變為地名

## 歷史

### 起源至編入東京市
「幡谷」最早記載於戰國時代後北條氏的小田原分限帳。後北條氏滅亡後，關東八國成為德川家康領地。江戶幕府開府後，幡谷大部分為幕府直轄地，延續至明治時期。
江戶時代末期，幡谷屬豐島郡，為豐島郡幡谷村。1878年（明治11年），豐島郡分出南豐島郡，此地為南豐島郡幡谷村。幡谷村因與相鄰的代代木村共同設置役場，雙方關係密切。1888年（明治21年）實施市制町村制，1889年（明治22年）兩地正式合併為代代幡村，1915年（大正4年）施行町制，為代代幡町。町制施行以前，南豐島郡與東多摩郡合併成立豐多摩郡，幡谷為東京府豐多摩郡代代幡町大字幡谷，設下町、幡谷本村、原、中幡谷、笹塚5小字。

### 編入至町名變遷
1932年（昭和7年），代代幡町編入東京市，與舊澀谷町、舊千駄谷町合併成立澀谷區。此時，幡谷的小字也重新整編。
- 幡谷本町一丁目〜三丁目（←幡谷本村，下町）
- 幡谷中町（←中幡谷）
- 幡谷原町（←原）
- 幡谷笹塚町（←笹塚）

1960年（昭和35年），區域重劃為下述3町。但重新劃定新町域時，因採用中野通等較新的道路為邊界，與舊町域稍有差異。
- 本町一丁目〜六丁目（←幡谷本町）
- 幡谷一丁目〜三丁目（←幡谷中町，幡谷原町）
- 笹塚一丁目〜三丁目（←幡谷笹塚町）

1968年（昭和43年）1月1日實施住居表示。幡谷一丁目、三丁目全部與幡谷二丁目一部分成立現行的幡谷一丁目〜三丁目。
| 實施後     | 實施年月日   | 實施前（未備註表各町名部分地區）           |
| ---------- | ------------ | ------------------------------------------ |
| 本町六丁目 | 1968年1月1日 | 本町六丁目（全域）、本町一丁目、幡谷二丁目 |
| 幡谷一丁目 | 1968年1月1日 | 幡谷一丁目（全域）                         |
| 幡谷二丁目 | 1968年1月1日 | 幡谷二丁目                                 |
| 幡谷三丁目 | 1968年1月1日 | 幡谷三丁目（全域）、幡谷二丁目             |

### 其他重要事件
- 1882年（明治15年）－創設幡代小學校

根據1879年制定的新教育令，幡谷村與代代木村原先的私塾於1882年改為聯合村立小學校「白木分校」。1889年兩村合併為代代幡村，白木分校改稱為 「代代幡村立幡代小學校」。之後隨著幡谷地域人口不斷增加，陸續增設笹塚小學校（1920年（大正9年））、本村小學校（1923年（大正12年），後改 稱「本町小學校」）、西原小學校（1928年（昭和3年），幡谷原町大部分為通學區域）、中幡小學校（1932年（昭和7年））。
- 1898年（明治31年）－玉川上水新水路完成

玉川上水原先從和泉流向新宿，並通過幡谷地域與代代木地域邊界。在東京市新水道事業淀橋淨水廠完成之際，重新建設一條從和泉往角筈的淨水廠、造有堤防的直線新水路。此工程在1892年動工，1898年完成。然而穿越幡谷地域的新水道堤防將此地分為南北兩側，長年影響土地發展。
- 1914年（大正3年）－京王線開通

京王線在1912年開通笹塚 - 調布區間，1914年11月延長至「新町」（現在的文化女子短期大學西側）。1915年5月延長至新宿。 開業當初，幡谷地域由西向東有「笹塚」、「幡谷」、「代代幡」（後改稱為「幡谷本町」、「幡代」，1945年廢止）、「改正橋」（不久後改稱「初台」）4站。
- 1932年（昭和7年）－玉川上水新水路廢止

1932年，玉川上水改為通過甲州街道下方的水道管路，新水路廢止。並從上游開始進行堤防撤除工程。後因戰爭爆發，工程只進行到七號橋。戰後重新動工，撤除七號橋以下的堤防。舊水路改建為水道道路。
- 1945年（昭和20年）－京王線「幡代」站廢止
- 1978年（昭和53年）－京王新線開通。「初台」站與「幡谷」站移轉至新線

## 地理

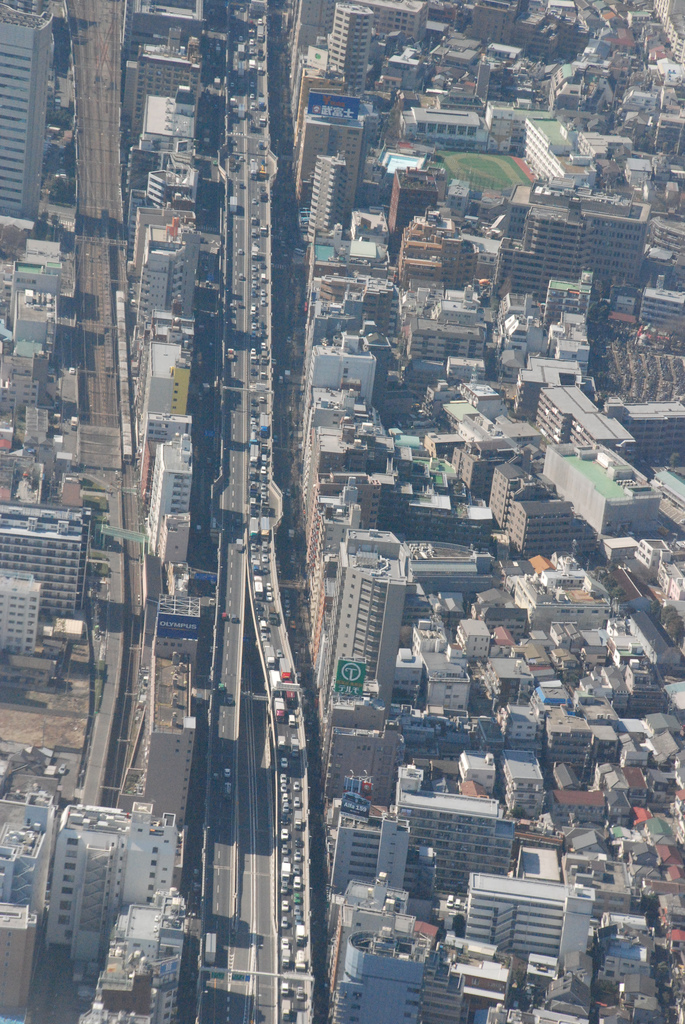
東京都澀谷區幡谷（前），笹塚（後）

廣義的幡谷位於澀谷區北部，由東北往西南分別為本町、幡谷、笹塚。地域北部鄰接中野區南台與彌生町，東部鄰接新宿區西新宿，南部鄰接代代木地域的澀谷區初台、西原，以及更西的世田谷區北澤，西部鄰接杉並區方南。舊幡谷村村社冰川神社（本町5丁目）是幡谷地區共同氏神。
本地位於武藏野台地上，多半平坦。北部的本町4丁目至幡谷3丁目、笹塚3丁目，是過去神田川支流所形成的淺谷，明治時期已開發為水田。此外，地域南緣有玉川上水流經，現在笹塚站附近的部分水道已暗渠化，並整建為綠道（公園）。
地域內多為住宅區。幡谷二丁目水道道路南側有泰爾茂（テルモ）、奧林巴斯等工廠。
以甲州街道為中心的幡谷站周邊，企業大樓林立，並形成六號通商店街等商店街。西部方面，笹塚站周邊靠近十號通商店街形成活躍的商業區。東部鄰接新宿副都心，是日本新國立劇場所在地。

### 風物
甲州街道沿線在古時就發展出聚落，其他地區要到1914年左右的京王線開通、1923年（大正12年）關東大地震等事件後才陸續轉變為住宅區。
昭和初年以前，此地是人煙稀少的農業地帶，曾傳出有路人變為狸貓的怪談（「幡谷古狸」）。20世紀前半，周邊開始設立工廠，稱為「幡谷工業地帶」。現在多為住宅地、商業地。

## 交通

### 幹線道路
此地東西向幹道有國道20號（甲州街道）與東京都道431號角筈和泉町線（水道道路），本町最北部有方南通。此外，南北向幹道有中央地帶的中野通，東部的山手通，西端外側的環七通。

### 鐵路
- 京王新線

京王線沿甲州街道前進，並在西部設置京王線笹塚站，中南部甲州街道下方則有京王新線幡谷站。此外，地域東南側的甲州街道下方有京王新線初台站。
- 都營地下鐵大江戶線

地域東北部有都營地下鐵大江戶線通過，本町三丁目〜四丁目居民可利用同線的西新宿五丁目站。

### 路線巴士
路線巴士主要行駛中野通、水道道路、甲州街道等幹道，可前往新宿、澀谷站、中野站等地。

## 主要設施

### 神社佛閣
- 冰川神社（本町5丁目） 幡谷鎮守
- 莊嚴寺（本町2丁目） 幡谷不動尊
- 清岸寺（幡谷2丁目）

### 學校

#### 公立小中學校
- 澀谷區立笹塚小學校（笹塚2丁目）
- 澀谷區立本町小學校（本町4丁目）
- 澀谷區立中幡小學校（幡谷3丁目）
- 澀谷區立本町東小學校（本町3丁目）
- 澀谷區立笹塚中學校（笹塚3丁目）
- 澀谷區立本町中學校（本町4丁目）

#### 私立學校
- 關東國際高等學校（本町3丁目）
- 帝京短期大學（本町6丁目）
- 富士見丘高等學校 （笹塚3丁目）

### 政府設施
- 東京消防廳消防科學研究所（幡谷1丁目）
- 幡谷高齡者中心（幡谷2丁目）
- 幡谷社會教育館（幡谷2丁目）

### 企業
- 卡西歐本社（本町1丁目）
- 伊藤園本社（本町3丁目）
- 帝國石油本社（幡谷1丁目）
- 泰爾茂（テルモ）本社（幡谷2丁目）
- 奧林巴斯幡谷事業場（幡谷2丁目）
- 三工社本社〔幡谷2丁目）
- 新宿中村屋本社・東京事業所（笹塚1丁目）

### 其他
- 新國立劇場（本町1丁目）

## 出身人物
- 橋下徹（藝人、律師、政治家）－前大阪府知事、現大阪市長

## 備註
1. ↑  一般寫作「幡ヶ谷」，但在郵遞區號簿與新聞等印刷物上，有時為了方便也會寫作「幡ケ谷」
2. ↑  .   [2013-10-17]. （原始内容存档于2013-10-13）.
3. ↑  .   [2013-10-17]. （原始内容存档于2014-01-12）.
4. ↑  同年3月30日，自治省告示第54号「住居表示が実施された件」
5. ↑  澀谷區史